# Engelbergertal
Engelbergertal är en dal i Schweiz.   Den ligger i kantonen Nidwalden, i den centrala delen av landet, 70 km öster om huvudstaden Bern.
I omgivningarna runt Engelbergertal växer i huvudsak blandskog. Runt Engelbergertal är det ganska glesbefolkat, med 32 invånare per kvadratkilometer.